# Frank Herbert’s Dune
Frank Herbert’s Dune ist ein 3D-Action-Adventure des französischen Computerspielentwicklers Cryo Interactive Entertainment aus dem Jahr 2001. Es basiert auf der Lizenz für die US-amerikanische Science-Fiction-Miniserie Dune – Der Wüstenplanet (engl. Originaltitel: Frank Herbert’s Dune) aus dem Jahr 2000 im Dune-Universum.

## Handlung
Die Missionen des Spiels folgen der Handlung des Films und damit der des ersten Romans. Nachdem sein Vater, Herzog Leto aus dem Haus Atreides, von seinen Widersachern des Hauses Harkonnen ermordet wurde, muss der Spieler als Paul Atreides das Vertrauen und den Respekt der Fremen, der einheimischen Bewohner des Wüstenplaneten Arrakis (Dune), gewinnen. Als ihr prophezeiter Messias, der sie zu Freiheit und Wohlstand führen soll, gilt es den bösartigen Baron Wladimir Harkonnen zu bezwingen, welcher die Fremen brutal unterdrückt und durch Imperator Shaddam IV. unterstützt wird, um das Haus Atreides um seiner Macht willen auszulöschen.

## Spielprinzip
Das Spiel besteht aus fünf linear aufgebauten, vergleichsweise langen Missionen. Die Spielfigur Paul Atreides muss sich möglichst ungesehen durch die Level bewegen und gegnerische Kämpfer ausschalten. Für das lautlose Ausschalten der Gegner besitzt Paul ein Crysmesser, daneben gibt es aber auch diverse Schusswaffen, deren Munition jedoch stark begrenzt ist. Die Gesundheit der Spielfigur wird durch den Wasservorrat symbolisiert, die durch Gegenstände innerhalb der Levels oder das Töten von Gegnern mit dem Crys wieder aufgefrischt werden kann. Vereinzelt gibt es Rätseleinlagen wie das Suchen und Eingeben eines Zugangscodes für eine Tür. Das Spiel kann während einer Mission nicht gespeichert werden, Spielstände können erst nach Abschluss angelegt werden. Der Schwierigkeitsgrad macht es daher möglicherweise notwendig, die Mission mehrfach zu spielen.

## Entwicklungsgeschichte
Das Spiel entstand beim französischen Entwickler Widescreen Games. Projektleiter war Olivier Masclef (Outcast). Das Spiel wurde zunächst für PC angekündigt, später auch für PlayStation 2. Eine Xbox-Version wurde als mögliche Option angedeutet, letztlich aber nie umgesetzt.

## Rezeption
Das Spiel wurde allgemein als Flop wahrgenommen und erhielt meist negative Wertungen (Metacritic: 48/100, PC). Kritisiert wurde es für seine hakelige Kamera und die unbequeme Steuerung, ein abwechslungsarmes Spieldesign mit kaum vorhandenen Rätselelementen, dafür mit überbordenden Kämpfen gegen dumm agierende Computergegner. Erschwert würde das ganze durch die fehlende Speichermöglichkeit bzw. die nicht vorhandenen Speicherpunkte während einer Mission. Besonders kritisiert wurde, dass Missionen mitunter wegen Munitionsmangel neu begonnen werden müssten. Ebenfalls schlecht bewertet wurde die deutsche Vertonung, die nicht lippensynchron ist. Positiv bewertet wurden hauptsächlich die optische Gestaltung und das Sounddesign, das auch Kompositionen von Graeme Revell für den Film verwendet. Bodo Naser von 4Players bezeichnete es als „ein typisches Spiel aus dem Hause Cryo: Das Äußere – Design und Sound – ist ziemlich gelungen, nur am Inhalt hapert es mal wieder.“ Drastischer fiel das Urteil von Charles Ardai (Computer Gaming World) aus: „It's not just that reading the book is more fun – giving yourself a paper cut with each page of the book would be more fun. And that's 535 paper cuts.“ (Übersetzung: „Es ist nicht nur so, dass das Lesen des Buchs mehr Spaß bereitet – selbst wenn man sich mit jeder einzelnen Buchseite einen Schnitt verpassen würde, wäre das unterhaltsamer. Und das sind 535 Schnitte.“).
Wenige Monate nach Veröffentlichung des Spiels ging Publisher Cryo bankrott und musste den Betrieb einstellen.

## Trivia
Der Name des Autors der Romanvorlage, Frank Herbert, ist im Titelmenü falsch geschrieben. Dort liest man Franck Herbert’s Dune.